# Massimo Venier
Pour les articles homonymes, voir Venier.
Massimo Venier, né le 26 mars 1967 à Varèse, est un réalisateur et un scénariste italien. 

## Filmographie

### Comme réalisateur
- 1997 : Tre uomini e una gamba coréalisé avec Aldo, Giovanni e Giacomo
- 1998 : Così è la vita coréalisé avec Aldo, Giovanni e Giacomo
- 2000 : Chiedimi se sono felice coréalisé avec Aldo, Giovanni e Giacomo
- 2002 : La leggenda di Al, John e Jack coréalisé avec Aldo, Giovanni e Giacomo
- 2004 : Tu la conosci Claudia?
- 2007 : Mi fido di te
- 2009 : Generazione mille euro
- 2011 : Il giorno in più
- 2013 : Aspirante vedovo
- 2020 : Odio l'estate